# Blodrotssvulst
Blodrotssvulst (Taphrina potentillae) är en svampart som först beskrevs av William Gilson Farlow, och fick sitt nu gällande namn av Carl Johan Johanson 1886. Blodrotssvulst ingår i släktet Taphrina och familjen häxkvastsvampar.  Arten är reproducerande i Sverige. Inga underarter finns listade i Catalogue of Life.